# 모티머 마우스
모티머 마우스(Mortimer Mouse)는 디즈니캐릭터인 미키 마우스의 라이벌이다.

## 프로필
| 본명            | 모티머 마우스                      |
| 영문            | Mortimer Mouse                     |
| 제작            | 플로이드 고트프레드슨              |
| 원본판 성우     | 라우리스 라말세                    |
| 우리말 더빙성우 | 조동희                             |
| 첫 등장         | Mickey Mouse in Death Valley(1930) |
| 종류            | 의인화한 쥐                        |
| 성별            | ♂                                  |

## 설정
'모티머 마우스'라는 이름은 미키 마우스의 원래 이름이다. 그러나 월트 디즈니의 부인 릴리언이 '모티머라는 이름은 너무 과장 되었다'라며 '미키'로 바꾸었다.
이후 모티머는 다른 캐릭터로 만들어지고,디즈니 스튜디오에서 플로이드 고트프레드슨이 디자인하였다.

## 등장
1930년출판된 만화 죽음의 계곡(Mickey Mouse in Death Valley)에서 모티머는 미니 마우스의 부자 삼촌으로
처음 등장한다.이후 모티머는 디즈니 만화에 자주 등장하게 되었다.
1936년개봉된 단편 영화 미키의 라이벌(Mickey's Rival)을 계기로,모티머와 미키는 서로 미니를 사이에 둔 경쟁자가 된다.
이후 미키 마우스 워크와 하우스 오브 마우스에 등장하는 모티머는 "핫-챠-챠(Hot-cha-cha!)"라는 특이한 웃음소리를 입에 달고 종종 미키와 친구들 앞에 나타나 시비를 걸기도 한다.
플레이 하우스 디즈니의 미키의 클럽하우스에서 에피소드 Minnie's Birthday에 카메오로 등장하기도 했다.